# Henri Boulard
Henri Boulard foi um cientista e microbiologista francês do século XX, que, na década de 1920, na Indochina (península no sudeste da Ásia, atual Vietnam), enquanto procurava uma nova cepa de levedura que pudesse resistir a temperaturas extremas, para poder produzir bom vinho, descobriu a Saccharomyces boulardii. 
A levedura dos fermentadores conhecidos naquela época tinha a temperatura de desenvolvimento de 21ºC (ou 70ºF), mas Boulard buscava algo mais resistente ao calor.
Na ocasião, ocorreu um surto de cólera em um dos lugarejos por onde viajava e ele notou que a população local reduzia a diarreia ingerindo determinado chá, feito com as peles do fruto chamado lichia. Boulard conseguiu isolar o agente  responsável pelo tratamento da diarreia: uma cepa específica de levedura do gênero “Saccharomyces”, que foi designada com seu nome: Saccharomyces boulardii.
Em 1947, Henri Boulard vendeu seus direitos sobre a “Saccharomyces boulardii” e sobre o processo de fermentação à empresa Biocodex, em Paris, França, que os detém até hoje. Desde 1974, a “Saccharomyces Boulardii”, sob a forma liofilizada, tem sido comercializada com o nome comercial de Ultra-Levure.